# Кальчинівка (Ніжинський район)
Кальчи́нівка — село в Україні, у Бахмацькій міській громаді Ніжинського району Чернігівської області. До 2020 року входило до складу Біловежівської сільради з центром у селі Біловежі Перші.

## Географія
Село Кальчинівка розташоване на сході Ніжинського району  і  знаходиться за 6 км на південний захід від села Біловежі Перші. Віддаль до  центру громади 21 км і до залізничної станції Григорівка – 8 км. Середня висота над рівнем моря – 137 м. Біля села бере початок р. Остер.

## Історія
Кальчинівка – давнє українське козацьке поселення, засноване на початку XVII століття. Воно є на мапі де Боплана 1648 року, називалося Колчиновка.
1766 року в Кальчинівці поселилися німецькі колоністи, які переселилися з Гессена, а також із Саксонії, Ганновера і Прусії, були вони лютеранами. На той період у Кальчинівці вже було 9 хат та 5 мазанок, тому назву поселення зберегли.
1859 року в німецькій колонії Кальчинівка Борзнянського повіту Чернігівської губернії мешкало 334 особи (174 особи чоловічої статі та 160 — жіночої), налічувалось 35 дворових господарств.
Станом на 1885 рік у колишньому колоніальному селі, центрі Кальчинівської волості, мешкало 585 осіб, налічувалось 64 дворових господарства, діяли заїжджий двір і лавка.
За переписом 1897 року в Кальчинівці мешкало 898 осіб (472 особи чоловічої статі та 426 — жіночої), з них 797 протестантів.
Станом на 1901 рік у селі мешкало 772 особи (400 осіб чоловічої статі та 372 — жіночої). Зменшення населення обумовлено переїздами німців у інші поселення.
У 1923 році була проведена територіальна реформа, за якою село стало центром Кальчинівської сільради і ввійшло до Парафіївського району Конотопської округи. Станом на 1924 рік у селі проживало 1094 особи, налічувалось 198 дворових господарств.
З літа 1929 року розпочалася колективізація селянських господарств. На масові протести німецьких селян проти примусової колективізації влада відповіла репресіями, частину жителів Кальчинівки об’явили куркулями і розкуркулили. Куркулів другої категорії депортували, переважно до Казахстану, а також на Урал і в Киргизію. Прізвища депортованих частково встановлено за списками мобілізованих у Трудармію в 1942 році  та з відомостей про політичні репресії 1937-1938 років на нових місцях проживання . Всього знайдено 26 членів родин, з них 13 осіб з роду Сартісонів. Середня чисельність німецької сім’ї складала 6 осіб, тож кількість депортованих приблизно дорівнювала 150-160 осіб, дані орієнтовні.
Після створення в 1932 році Чернігівської області село ввійшло до складу Дмитрівського району.
Голодомор 1932-1933 років не обминув і Кальчинівку. Зафіксовано смерть від голоду двох осіб, то були українці . А відомостей про німців немає, списки померлих складалися за показами очевидців, німців на той період у селі вже не було.
Під час сталінських репресій 1937-1938 років були засуджені до розстрілу 3 жителі села, Готфрід і Міллери, а Нейман отримав 10 років концтаборів. Кількість репресованих порівняно з іншими німецькими поселеннями була меншою. В селі був зразковий німецький колгосп, який славився високими врожаями зернових культур, а ще тут здавна вирощували породистих коней (воли німцям не подобались). Колгосп очолював комуніст Християн Едель, а його брат Данило був головою сільради.
В серпні 1941 року частина жителів Кальчинівки була мобілізована в робочі колони,  разом із жителями українських сіл вони копали окопи, протитанкові рови та будували інші укріплення на західному напрямку.
Наприкінці серпня 1941 року вийшло розпорядження більшовицької влади про депортацію німців у східні райони країни. Але Чернігівський відділ НКВС не встиг виконати це розпорядження, оскільки 9 вересня Чернігів був захоплений німцями. Німецькі війська захопили село Кальчинівку 14 вересня 1941 року.
Жителі села, які в той період перебували на схід від місця проживання, були депортовані, а чоловіків мобілізували в Трудармію.
Під час окупації жителі села підпорядковувалися Роменському ортскоменданту і бургомістру Роменського гебіту. Селяни добилися відновлення індивідуальних селянських господарств, хоча окупаційна влада наполягала на створенні сільської громади на зразок колгоспу.
Напередодні 1942 року каральний загін мадярів вчинив жорстоку розправу над родиною Еделів. Християн і Данило Еделі після окупації Чернігівщини перебували в підпіллі. Карателі розстріляли обох братів і всю сім’ю Християна, дружину і 9 дітей, серед яких були одномісячні близнюки Микола та його сестра. А сім’ї Данила Еделя вдалося втекти.
З серпня 1943 року почалася широкомасштабна евакуація етнічних німців з території Рейхскомісаріату Україна до Німеччини. З наближенням фронту у кінці серпня – на початку вересня 1943 року жителі Кальчинівки разом з німцями з інших лютеранських сіл (Білі Вежі № 2, Городок, Рундевізія) попрямували своїм ходом на підводах на захід. Тих, хто не хотів переїжджати, вивозили примусово.
У березні 1944 року біженці були розміщені в районі Вартегау в Західній Польщі, а в січні 1945 року втекли далі на захід. В окупованій Німеччині частина жителів Кальчинівки була виявлена розшуковими командами НКВС, інших жителів видали НКВС в американській і англійській зонах окупації. Вони були депортовані, переважно, у Кіровську та Вологодську області Росії, а іншим вдалося втекти.
Село Кальчинівку реокупували 13 вересня 1943 року бійці 2-ї гвардійської повітряно-десантної дивізії 18-го гвардійського стрілецького корпусу 60-ї армії.
Після реокупації росіянами села німців, які ще залишалися, депортували до Казахстану та в Сибір, серед депортованих була і сім’я Данила Еделя. В селі залишилися лише українці, яких доповнили переселенцями з ?
Після війни чисельність населення поступово зменшувалася, в 2007 році в чотирьох хатах проживало по 1-2 особи. Село на межі зникнення.
12 червня 2020 року, відповідно до розпорядження Кабінету Міністрів України № 730-р «Про визначення адміністративних центрів та затвердження територій територіальних громад Чернігівської області», увійшло до складу Бахмацької міської громади.

19 липня 2020 року, в результаті адміністративно-територіальної реформи та ліквідації Бахмацького району, село увійшло до складу Ніжинського району Чернігівської області.

## Пам'ятки
У селі знаходиться пам'ятник німецькій родині Еделів. Валентин, син Данила Еделя в 1970-х роках знайшов у архівах інформацію про антифашистську діяльність батька та його брата. Пам’ятник було встановлено за сприяння адміністрації Бахмацького району.